# Massanetta Springs (Virginia)
Massanetta Springs è un census-designated place (CDP) degli Stati Uniti d'America, situato nello stato della Virginia, nella contea di Rockingham. Secondo il censimento del 2020 gli abitanti di Massanetta Springs ammontavano a 6 384.